# Kaneyoshi Izumi
Kaneyoshi Izumi (和泉かねよし Izumi Kaneyoshi?) es una mangaka japonesa. Nació un 1 de abril, y su tipo de sangre es A. Kaneyoshi hizo su debut profesional en el año 1995 con Tenshi. Su manga Doubt!! fue publicado en Norteamérica por Viz Media. En el año 2006, ella recibió el prestigioso premio Shōgakukan en la categoría shōjo por el trabajo Sonnan Ja Nee Yo!.
Sus hobbies son el senderismo, tocar el piano y alimentar gatos salvajes.

## Obras
- Te no Hira wo Taiyou ni (¿?)
- 2/2 (1997)
- Wild de Ikou!! (1997)
- Bakuretsu! Yamatonadeshiko (1997)
- Himitsu no Hanazono (1998)
- Cinderella no Tetsugeta (1999)
- Doubt!! (2000)
- Sonna ja nee yo! (2002)
- Racing Queen (2003; Oneshot)
- Ni no Hime no Monogatari (2006)
- Joou no Hana (2007)
- Men's School (2007)